# 大塚英子
大塚 英子（おおつか えいこ、1938年 - ）は、ホステス出身の文筆家。作家吉行淳之介の愛人だった女性。

## 人物・略歴
1938年（昭和13年）生まれ。OLから銀座「ゴードン」などクラブのホステスとなり、そこで作家吉行淳之介と知り合い、28年間に及ぶ愛人になる。
吉行死後の1995年（平成7年）、吉行との愛の日々を綴った『「暗室」のなかで』によって文筆家としてデビューした。そのなかで大塚は、吉行の代表作『暗室』の登場人物「夏枝」のモデルであったことを公表し、吉行との関係を記している。
なお、吉行には公認のパートナー（正妻が離婚に応じなかったため入籍はしていない）として女優の宮城まり子がいた。

## ホステス時代
文壇バー「ゴードン」のホステスから、吉行淳之介に薦められ山口洋子が運営する「姫」での勤務経験があるが、自身の著作『夜の文壇博物誌』の中では「姫」時代についてはあまり良いことが書かれておらず、当時ママだった山口洋子との折り合いもよくなかったらしい。
エッセイ『夜の文壇博物誌』によれば大塚英子はよくもてたらしい。安部公房、奥野健男、川上宗薫、北原武夫、黒岩重吾、五味康祐、亀倉雄策、黛敏郎などの面々が大塚を口説いたと記されている。

## 著作
- 「暗室」のなかで―吉行淳之介と私が隠れた深い穴（河出書房新社、1995年）後に河出文庫
- 妖夢（河出書房新社、1996年）
- 「暗室」日記（上・下巻）（河出書房新社、1998年）
- 夜の文壇博物誌（無双舎、1999年）
- 「暗室」のなかの吉行淳之介 通う男と待つ女が織り成す極上の人生機微と二人の真実（日本文芸社、2004年）